# Новошахтинское городское поселение
Новошахтинское городско́е поселе́ние — городское поселение в Михайловском районе Приморского края.
Административный центр — пгт Новошахтинский.

## История
Статус и границы городского поселения установлены Законом Приморского края от 6 августа 2004 года № 130-КЗ «О Михайловском муниципальном районе»

## Население
| 2010  | 2011  | 2012  | 2013  | 2014  | 2015  | 2016  |
| ----- | ----- | ----- | ----- | ----- | ----- | ----- |
| 8297  | ↗8311 | ↘8172 | ↘8159 | ↘8103 | ↘7832 | ↘7623 |
| 2017  | 2018  | 2019  | 2020  | 2021  | 2023  |       |
| ↘7343 | ↘7176 | ↘6951 | ↘6849 | ↗7477 | ↘7403 |       |

## Состав городского поселения
В состав городского поселения входят 2 населённых пункта:
| № | Населённый пункт | Тип населённого пункта      | Население |
| - | ---------------- | --------------------------- | --------- |
| 1 | Новошахтинский   | пгт, административный центр | ↘7025     |
| 2 | Павловка         | село                        | ↘358      |

## Местное самоуправление
Администрация
Адрес: 692656, пгт Новошахтинский, ул. Производственная, 8. Телефон: 8 (42346)2-62-55
Глава администрации
- Удовиченко Александр Анатольевич